# Percy Spencer
Percy Spencer Lebaron (sinh 19 tháng 07 năm 1894 - mất 08 tháng 09 năm 1970) là một kỹ sư và nhà phát minh người Mỹ. Ông được biết đến như người phát minh ra lò vi sóng.
Ông vẫn chưa học hết lớp 3, nhưng con người huyền thoại này đã tự học và sở hữu hơn 150 bằng sáng chế.

## Những sáng chế nổi tiếng
Spencer là một kỹ sư thiên tài đã góp phần cho thắng lợi trong chiến tranh thế giới lần thứ hai khi phát minh ra chiếc đèn ống magnetron được cải tiến để dễ dàng sản xuất với số lượng lớn, khiến việc sản xuất ra khoảng 10.000 bộ ra đa là hoàn toàn có thể. Ông còn cống hiến hết mình cho nước Mỹ thời hậu chiến. Mùa hè năm 1945 trong quá trình tiến hành các thí nghiệm trên một máy phát sóng tần suất cao ông đã tình cờ tìm ra cách chế tạo một chiếc lò vi ba.
Ông được trao tặng Giải thưởng xuất sắc Dịch vụ công Hải quân (Navy Distinguished Public Service Award)

## Cuộc sống cá nhân
Spencer và vợ ông, Louise, có với nhau ba người con: John, James, và George. Ông có nhiều bạn bè nổi tiếng: Vannevar Bush, Omar Bradley, William Hewlett và David Redington Packard.

## Liên kết
- "Gramps - How an orphan from Maine became the Edison of the modern age", by Rod Spencer Lưu trữ ngày 25 tháng 3 năm 2014 tại Wayback Machine
- inventionatplay.org
- invent.org Lưu trữ ngày 5 tháng 1 năm 2013 tại Wayback Machine
- gallawa.com Lưu trữ ngày 12 tháng 12 năm 2017 tại Wayback Machine
- "Percy Spencer and His Itch to Know", By Don Murray, Reader's Digest, August 1958 Lưu trữ ngày 29 tháng 9 năm 2012 tại Wayback Machine